# Roger Toubeau

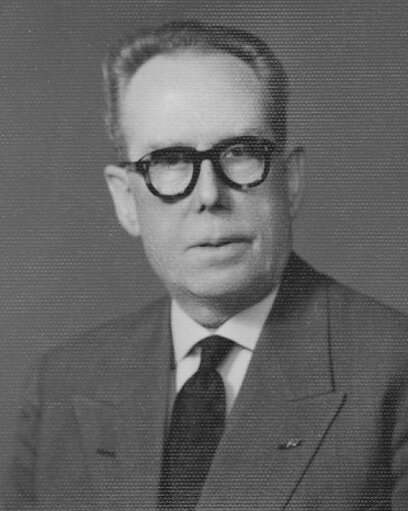
Roger Toubeau in 1961

Roger Joseph Alexis Toubeau (Frameries, 31 maart 1900 - aldaar, 14 maart 1970) was een Belgisch socialistisch volksvertegenwoordiger en burgemeester.

## Biografie
Roger Toubeau was bediende binnen de socialistische zuil. Hij was ook directeur van de coöperatieve drukkerij Mons-Borinage.
In 1944 werd hij burgemeester van Frameries en bleef dit tot in oktober 1969.
In 1954 werd hij verkozen tot socialistisch volksvertegenwoordiger voor het arrondissement Bergen en vervulde dit mandaat tot in 1968. Gaston Eyskens vermeldde hem in zijn memoires als een emotionele spreker over de toestand in de Borinage. Hij was ook lid van de eerste vorm van Europees Parlement.
Toubeau was ook muzikant in de mijnwerkersharmonie L'Avenir, zanger, toneelspeler en regisseur. In het volkshuis van Frameries is er een Salle Roger Toubeau.